# Schlegelita
La schlegelita és un mineral de la classe dels fosfats. Rep el nom en honor de Fritz Herrmann Schlegel (12 de març de 1938 - 2012), col·leccionista de minerals de Schneeberg, Alemanya, qui va trobar el mineral per primer cop. Va descobrir vuit minerals a la zona.

## Característiques
La schlegelita és un arsenat de fórmula química Bi₇(AsO₄)₃(MoO₄)₂O₄. Va ser aprovada com a espècie vàlida per l'Associació Mineralògica Internacional l'any 2003, i la primera publicació data del 2006. Cristal·litza en el sistema ortoròmbic. La seva duresa a l'escala de Mohs és 3,5.
Segons la classificació de Nickel-Strunz, la schlegelita pertany a «08.BO: Fosfats, etc. amb anions addicionals, sense H₂O, només amb cations de mida gran, (OH, etc.):RO₄ sobre 1:1» juntament amb els següents minerals: nacafita, preisingerita, petitjeanita, schumacherita, atelestita, hechtsbergita, smrkovecita, kombatita, sahlinita, heneuïta, nefedovita, kuznetsovita i artsmithita.
L'exemplar que va servir per a determinar l'espècie, el que es coneix com a material tipus, es troba conservat al “Staatliches museum für mineralogie und geologie“ de Dresden (Alemanya), amb el número de catàleg: 19625sa(mmg).

## Formació i jaciments
Va ser descoberta al pou Pucher, dins el camp de mines de Wolfgang, a Schneeberg (Saxònia, Alemanya). També ha estat descrita posteriorment a la mina Cogolla Alta, al cortijo La Ventosilla, dins el municipi de Belalcázar, a la província de Còrdova (Andalusia, Espanya). Aquests dos indrets són els únics de tot el planeta on ha estat descrita aquesta espècie mineral.